# 积分因子
积分因子（英語：integrating factor）是一种用来解微分方程的方法。

## 方法
考虑以下形式的微分方程：
{\displaystyle y'+a(x)y=b(x)......(1)}
其中{\displaystyle y=y(x)}是{\displaystyle x}的未知函数，{\displaystyle a(x)}和{\displaystyle b(x)}是给定的函数。
我们希望把左面化成两个函数的乘积的导数的形式。
考虑函数{\displaystyle M(x)}。我们把(1)的两边乘以{\displaystyle M(x):}
{\displaystyle M(x)y'+M(x)a(x)y=M(x)b(x)......(2)}
如果左面是两个函数的乘积的导数，那么：
{\displaystyle (M(x)y)'=M(x)b(x)......(3)}
两边积分，得：
{\displaystyle y(x)M(x)=\int b(x)M(x)\,dx+C,}
其中{\displaystyle C}是一个常数。于是，
{\displaystyle y(x)={\frac {\int b(x)M(x)\,dx+C}{M(x)}}.\,}
为了求出函数{\displaystyle M(x)}，我们把(3)的左面用乘法定则展开：
{\displaystyle (M(x)y)'=M'(x)y+M(x)y'=M(x)b(x).\quad \quad \quad }
与(2)比较，可知{\displaystyle M(x)}满足以下微分方程：
{\displaystyle M'(x)=a(x)M(x)......(4)\,}
两边除以{\displaystyle M(x)}，得：
{\displaystyle {\frac {M'(x)}{M(x)}}-a(x)=0......(5)}
等式(5)是对数导数的形式。解这个方程，得：
{\displaystyle M(x)=e^{\int a(x)\,dx}.}
我们可以看到，{\displaystyle M'(x)=a(x)M(x)}的性质在解微分方程中是十分重要的。{\displaystyle M(x)}称为积分因子。

## 例子
解微分方程
{\displaystyle y'-{\frac {2y}{x}}=0.}
我们可以看到，{\displaystyle a(x)={\frac {-2}{x}}}：
{\displaystyle M(x)=e^{\int a(x)\,dx}}
{\displaystyle M(x)=e^{\int {\frac {-2}{x}}\,dx}=e^{-2\ln x}={(e^{\ln x})}^{-2}=x^{-2}}
{\displaystyle M(x)={\frac {1}{x^{2}}}.}
两边乘以{\displaystyle M(x)}，得：
{\displaystyle {\frac {y'}{x^{2}}}-{\frac {2y}{x^{3}}}=0}
{\displaystyle \left({\frac {y}{x^{2}}}\right)'=0}
或
{\displaystyle {\frac {y}{x^{2}}}=C}
可得
{\displaystyle y(x)=Cx^{2}.}

## 一般的应用
积分因子也可以用来解非线性微分方程。例如，考虑以下的非线性二阶微分方程：
{\displaystyle {\frac {d^{2}y}{dt^{2}}}=Ay^{2/3}}
可以看到，{\displaystyle {\tfrac {dy}{dt}}}是一个积分因子：
{\displaystyle {\frac {d^{2}y}{dt^{2}}}{\frac {dy}{dt}}=Ay^{2/3}{\frac {dy}{dt}}.}
利用复合函数求导法则，可得：
{\displaystyle {\frac {d}{dt}}\left({\frac {1}{2}}\left({\frac {dy}{dt}}\right)^{2}\right)={\frac {d}{dt}}\left(A{\frac {3}{5}}y^{5/3}\right)}
因此
{\displaystyle \left({\frac {dy}{dt}}\right)^{2}={\frac {6A}{5}}y^{5/3}+C_{0}}
利用分离变量法，可得：
{\displaystyle \int {\frac {dy}{\sqrt {{\frac {6A}{5}}y^{5/3}+C_{0}}}}=t+C_{1},}
这就是方程的通解。